# Christchurch (Dorset)

Christchurch miasto w Christchurch (borough)

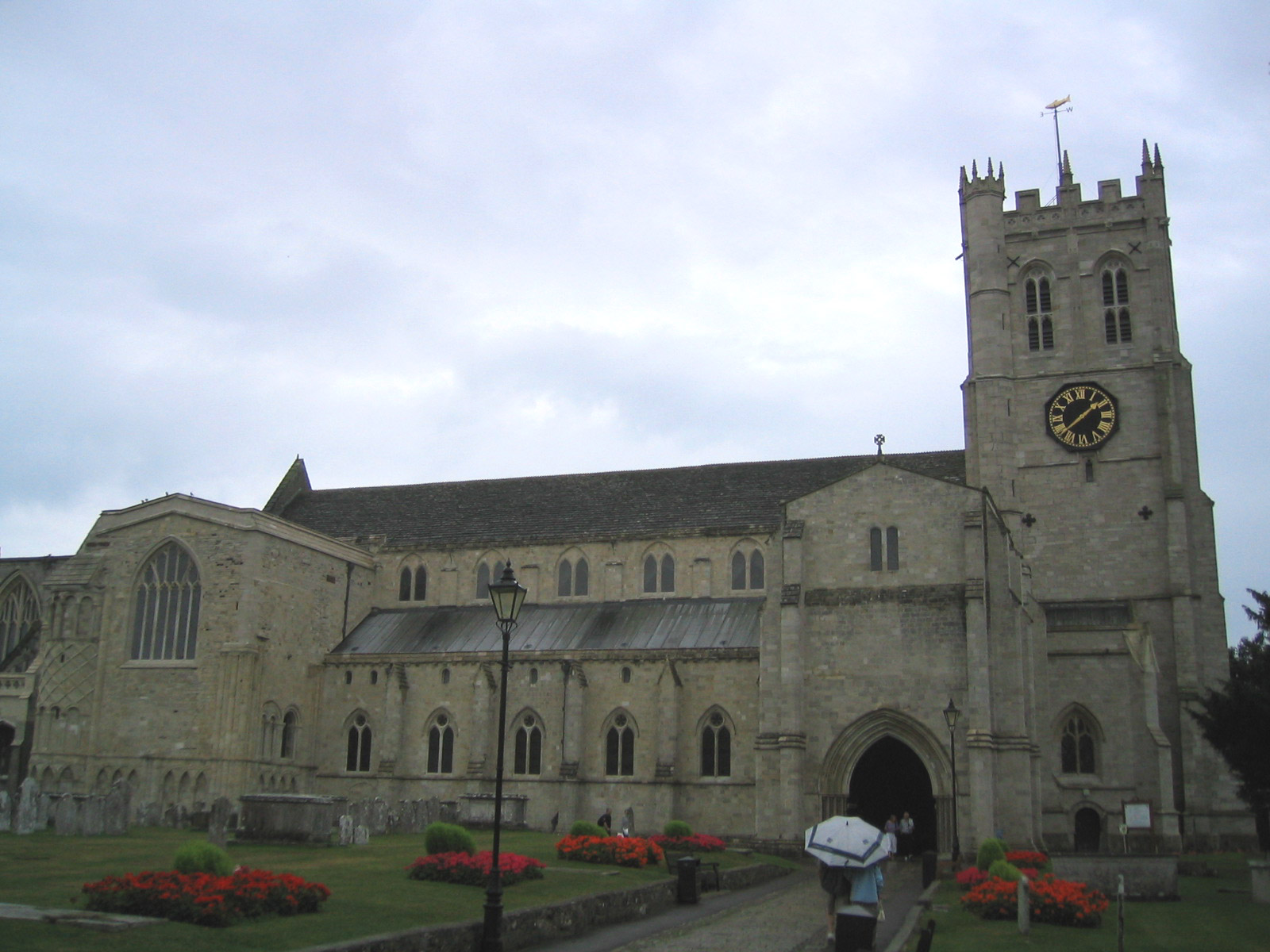
Opactwo w Christchurch

Christchurch – miasto w południowej Anglii, położone w hrabstwie Dorset. W 2001 roku miasto liczyło 40 208 mieszkańców. W 2011 roku dystrykt liczył 47 752 mieszkańców.

## Miasta partnerskie
- Aalen
- Saint-Ghislain
- Tatabánya
- Christchurch
- Saint-Lô